# مفيدة التلاتلي
مفيدة التلاتلي (4  أغسطس 1947 - 7 فبراير 2021)، مخرجة سينمائية تونسية. درست السينما في باريس حيث عملت لسنوات في التلفزيون الفرنسي. هجرت العمل السينمائي عندما علمت بإصابة أمها بمرض الألزهايمر. في عام 2001 تم اختيارها كعضوة في لجنة مهرجان كان السينمائي.
تم اختيارها كوزيرة للثقافة في الحكومة التي شكلها محمد الغنوشي عقب الأطاحة بالرئيس التونسي زين العابدين بن علي والتي تشكلت في 17 يناير 2011.

## من أعمالها

### مونتاج
- 1972: في بلاد الترنني.
- 1974: سجنان.
- 1974: إنتصار شعب.
- 1975: فاطمة 75.
- 1977: عمر قتلتو.
- 1978: كرة و أحلام.
- 1979: نهلة.
- 1980: عزيزة.
- 1982: ظل الأرض.
- 1983: المعابر.
- 1984: الهائمون.
- 1986: عرب.
- 1987: عرب كاميرا.
- 1988: التتبع.
- 1989: مجنون ليلى.
- 1990: نشيد الحجر.
- 1990: عصفور السطح (الحلفاويين).
- 1992: الززوات.
- 1992: محبو موسيقى الموج.
- 1994: رقصة النار.
- 1994: صمت القصور.

## إخراج
- 1994: صمت القصور.
- 2000: موسم الرجال.
- 2004: نادية و سارة.

## تأليف
- 1979: عزيزة.
- 1994: صمت القصور.
- 2000: موسم الرجال.

## روابط خارجية
- مفيدة التلاتلي على موقع IMDb (الإنجليزية)
- مفيدة التلاتلي على موقع ألو سيني (الفرنسية)
- مفيدة التلاتلي على موقع أول موفي (الإنجليزية)
- مفيدة التلاتلي على موقع قاعدة بيانات الأفلام السويدية (السويدية)
- مفيدة التلاتلي على موقع ديسكوغز (الإنجليزية)
- مفيدة التلاتلي على موقع قاعدة بيانات الفيلم (الإنجليزية)
- مفيدة التلاتلي على موقع كينوبويسك (الروسية)

| المناصب السياسية        | المناصب السياسية                             | المناصب السياسية       |
| ----------------------- | -------------------------------------------- | ---------------------- |
| سبقه عبد الرؤوف الباسطي | وزير الثقافة (17 جانفي 2011 - 27 جانفي 2011) | تبعه عز الدين باش شاوش |